# Грузинский 14-й гренадерский полк
14-й гренадерский Грузинский наследника цесаревича полк — пехотная воинская часть Русской императорской армии. С 1814 года входил в состав Резервной гренадерской бригады Отдельного Грузинского корпуса (позднее бригада развернута в Кавказскую гренадерскую дивизию).
Старшинство — с 25 июня 1700 года. Полковой праздник — 9 мая (перенесение мощей Святителя Николая Чудотворца). Дислокация — урочище Белый Ключ Тифлисской губернии.

## История
- 1700 год — Ведет старшинство от пехотного Александра Гордона полка, сформированного по указу Петра I 25 июня 1700 года[2]. Полк участвовал в сражении под Нарвой и почти во всех делах в период Великой Северной войны.
- 10 марта 1708 года переименован в Астраханский пехотный полк.
- 16 февраля 1727 года переименован во 2-й Санкт-Петербургский пехотный полк, и решено выдать формированиям полка новые знамёна. Первая фузелёрная рота получила белое знамя с двуглавым орлом, Святым Георгием Победоносцем и Андреевским крестом на цепи. Остальные роты получили «цветные» красные знамёна с белыми зубчиками и вензелем императрицы (вместо герба Санкт-Петербурга)[3].
- 13 апреля 1727 года вновь поименован как — Астраханский пехотный полк
- 4 июня 1786 — Из мушкетёрских рот Астраханского и Томского мушкетёрских полков сформирован Кавказский пехотный полк в составе 4-х батальонов (каждый батальон из одной гренадерской и 5-ти мушкетёрских рот).
- 3 августа 1795 — Кавказский гренадерский полк
- 31 октября 1798 — Гренадерский генерал-лейтенанта графа Моркова полк.
- 10 ноября 1798 — Гренадерский генерал-майора Тучкова 2-го полк.
- 31 марта 1801 — Кавказский гренадерский полк.
- 3 февраля 1811 — Грузинский гренадерский полк.
- 21 марта 1834 — Присоединён 1-й батальон Херсонского гренадерского полка.
- 6 января 1848 — Гренадерский Его Императорского Высочества Великого князя Константина Николаевича полк.
- 19 марта 1857 — Грузинский гренадерский Его Императорского Высочества Великого князя Константина Николаевича полк.
- 25 марта 1864 — 14-й гренадерский Грузинский Его Императорского Высочества Великого князя Константина Николаевича полк.
- 1 августа 1874 — 4-й батальон отчислен на формирование 161-го пехотного Александропольского полка. Взамен сформирован новый батальон.
- 25 марта 1891 — 14-й Гренадерский Грузинский генерала Котляревского, ныне Его Императорского Высочества Великого князя Константина Николаевича полк.
- 18 января 1892 — 14-й Гренадерский Грузинский генерала Котляревского полк.
- 30 июля 1912 — 14-й Гренадерский Грузинский Его Императорского Высочества Наследника Цесаревича полк.

Кавказский полк (ныне Грузинский гренадерский Его Императорского Высочества великого князя Константина Николаевича, а тогда гренадерский полк Тучкова), сформированный в 1784 году из частей Астраханского полка, стоявшего на Линии, и Томского, ходившего в Грузию под предводительством Тотлебена, приобрел огромную военную опытность на Линии, где он содержал кордоны между Георгиевском и Екатеринодаром; и славное участие, которое он принимал в поражении Батал-паши на Кубани и в штурме Анапы с Гудовичем, могло служить уже достаточным основанием его боевой славы.— В. А. Потто. Кавказская война. Том 1
Участвовал в:
- Северной войне 1700—1721 годов
- Персидском походе 1796 года
- В Русско-персидской войне 1826—1828 годов полк отличился под Елизаветполем в сражении с войсками армии Аббас-Мирзы.
- В Русско-турецкой войне 1828—1829 участвовал во взятии Карса, Ахалкалаки и Ахалциха, в сражениях при Каинлы и Харте.
- В Крымской войне 1853—1856, полк вместе с Эриванским полком сыграл выдающуюся роль в сражении у Кюрюк-Дара, закончившемся полным разгромом турецкой армии.
- 25 августа 1859 частью сил полк овладел аулом Гуниб, пленив Шамиля.
- В ходе Русско-турецкой войны 1877—1878 полк отличился в сражениях на Аравартанских и Аладжинских высотах, закончившихся разгромом Восточной турецкой армии.
- В ходе Первой мировой войны 20 июля 1916 г. у Сморгони выдержал газобаллонную атаку германцев[5].

## Знаки отличия
1. Полковое знамя Георгиевское с надписями: «За отличную храбрость при взятии штурмом Турецкой крепости Ахалкалаки с 7-го на 8-е Декабря 1811 г., за отличие в войну 1854 и 1855 гг., за Кавказскую войну и за сражения на Аладжинских высотах 3 Октября 1877 г.» и «1700-1900». С Александровской юбилейной лентой. Высочайшие грамоты от 25.05.1812 г., 25.05.1826 г., 25.06.1850 г., 15.12.1858 г., 19.02.1868 г., 26.11.1878 г. (Выс. пр. от 25.06.1900 г.)
2. Георгиевские батальонные знамёна с вензелями Петра I на их скобах.
3. Знаки на головные уборы с надписью: «За отличие». Пожалованы 27.07.1828 г. за храбрость в русско-персидской войне 1826-27 гг.
4. Две Георгиевские трубы без надписи. Пожалованы 22.09.1830 г. за отличие в русско-турецкую войну 1828-29 гг. Высочайшая грамота от 11.09.1832 г.
5. Серебряная труба без надписи. Пожалована 22.09.1830 г. Херсонскому гренадерскому полку за отличие в русско-турецкую войну 1828-29 гг. Высочайшая грамота от 11.09.1832 г.
6. Георгиевский сигнальный рожок с надписью: «За отличие при покорении Западного Кавказа в 1864 г.». Пожалован 20.07.1865 г. стрелковым ротам полка. Высочайшая грамота от 20.07.1865 г.
7. Петлицы на мундиры штаб-, обер-офицеров и нижних чинов. Пожалованы 13.10.1878 г. за отличие в русско-турецкую войну 1877-78 гг. Высочайшая грамота от 26.11.1878 г.

## Знаки различия

### Офицеры
| Описание     | Знаки различия по состоянию 1904—1907 гг. | Знаки различия по состоянию 1904—1907 гг. | Знаки различия по состоянию 1904—1907 гг. | Знаки различия по состоянию 1904—1907 гг. | Знаки различия по состоянию 1904—1907 гг. | Знаки различия по состоянию 1904—1907 гг. | Знаки различия по состоянию 1904—1907 гг. | Знаки различия по состоянию 1904—1907 гг. |
| погоны       |                                           |                                           |                                           |                                           |                                           |                                           |                                           |                                           |
| ------------ | ----------------------------------------- | ----------------------------------------- | ----------------------------------------- | ----------------------------------------- | ----------------------------------------- | ----------------------------------------- | ----------------------------------------- | ----------------------------------------- |
| Классный чин | полковник                                 | подполковник                              | Капитан                                   | штабс-капитан                             | поручик                                   | подпоручик                                | прапорщик                                 |                                           |
| Группа       | штаб-офицеры                              | штаб-офицеры                              | штаб-офицеры                              | обер-офицеры                              | обер-офицеры                              | обер-офицеры                              | обер-офицеры                              |                                           |

## Шефы полка
Шефы или почётные командиры:
- 03.12.1796—12.03.1798 — генерал от инфантерии граф Гудович, Иван Васильевич
- 12.03.1798—10.11.1798 — генерал-лейтенант граф Морков, Ираклий Иванович
- 10.11.1798—18.11.1804 — генерал-майор Тучков, Сергей Алексеевич
- 18.11.1804—28.11.1804 — генерал-майор Стратон-Потапов, Лев Иванович
- 23.12.1804—14.11.1806 — генерал-майор Маматказин, Григорий Варламович
- 23.11.1806—16.03.1807 — полковник Потресов, Матвей Григорьевич
- 16.03.1807—14.06.1810 — полковник Симанович, Фёдор Филиппович
- 14.06.1810—01.09.1814 — полковник (с 18.01.1812 генерал-майор, с 03.12.1812 генерал-лейтенант) Котляревский, Пётр Степанович
- 09.09.1827—18.01.1892 — Великий князь Константин Николаевич
- 30.07.1912—04.03.1917 — Его Императорское Высочество наследник цесаревич Алексей Николаевич

## Командиры полка
- 11.01.1797—01.02.1798 — полковник Олсуфьев, Василий Дмитриевич
- 16.08.1798—06.11.1798 — полковник Титов, Николай Фёдорович
- 24.06.1800—22.04.1804 — подполковник Симанович, Фёдор Филиппович
- 22.04.1804—19.06.1805 — полковник Козловский, Платон Тимофеевич
- 19.06.1805—16.03.1807 — полковник Симанович, Фёдор Филиппович
- 13.09.1807—31.05.1812 — майор (с 30.08.1811 подполковник) Ушаков, Фёдор Иванович
- 09.03.1813—25.08.1818 — майор (с 29.08.1813 подполковник, с 30.08.1816 полковник) Дьячков, Илларион Артемьевич
- 09.10.1818—20.04.1823 — полковник Ермолов, Пётр Николаевич (в 1821 г. полком некоторое время командовал князь Абхазов, Иван Николаевич)
- 20.04.1823—08.10.1823 — полковник Копылов
- 08.10.1823—06.04.1830 — подполковник (с 12.01.1828 полковник) граф Симонич, Иван Осипович
- 03.12.1835—30.08.1840 — полковник (с 14.04.1840 генерал-майор) Опперман, Александр Карлович
- 30.08.1840—13.09.1841 — полковник Челяев, Борис Гаврилович
- 13.09.1841—11.08.1842 — полковник (с 11.08.1842 генерал-майор) Курасовский, Александр Иванович
- 11.08.1842—12.03.1846 — флигель-адъютант полковник Копьев, Юрий Алексеевич
- 18.03.1846—08.04.1851 — полковник (с 08.08.1849 генерал-майор) Дебу, Александр Осипович
- 08.04.1851—08.12.1853[6] — полковник (с 01.10.1852 генерал-майор) князь Орбелиани, Илья Дмитриевич (Илико Джамбакурианович)
- 01.01.1854—06.03.1856 — полковник князь Тархан-Моуравов, Константин Давыдович
- 06.03.1856—03.05.1859 — полковник князь Тархан-Моуравов, Иосиф Давыдович
- 03.05.1859—09.06.1861 — флигель-адъютант полковник (с 28.01.1860 генерал-майор Свиты Е. И. В.) граф Сумароков-Эльстон, Феликс Николаевич
- 09.06.1861—10.12.1865 — полковник (с 20.06.1864 генерал-майор) Свечин, Александр Алексеевич
- 10.12.1865—16.04.1872 — полковник (с 21.09.1871 флигель-адъютант) князь Голицын, Григорий Сергеевич
- 22.06.1872—10.09.1877 — полковник Рыдзевский, Георгий Николаевич (Георгий-Эдуард-Андрей)
- 10.09.1877—xx.01.1879 — полковник Романович, Фёдор Львович
- 29.01.1879—19.08.1890 — полковник князь Барятинский, Александр Анатольевич
- 27.08.1890—14.03.1896 — полковник (с 14.11.1894 генерал-майор) князь Кильдишев, Павел Андреевич
- 01.01.1896—25.01.1898 — полковник Лисовский, Валериан Яковлевич
- 27.01.1898—29.10.1899 — полковник Гедлунд, Виктор Александрович
- 30.10.1899—26.11.1901 — полковник Суликовский Михаил-Сигизмунд Феликсович
- 31.12.1901—19.10.1907 — полковник Черков, Павел Платонович
- 01.11.1907—25.11.1908 — полковник Третьяков, Александр Львович
- 25.11.1908—03.05.1914 — полковник Ранцев, Василий Владимирович
- 03.05.1914—13.05.1915 — полковник (с 31.12.1914 генерал-майор) Кальницкий, Михаил Николаевич
- 19.05.1915—29.04.1917 — полковник Вишняков Георгий Евгеньевич
- 17.05.1917—02.09.1917 — полковник Кучевский Адольф Карлович
- 02.09.1917—30.11.1917 — полковник Канчели Иван Соломонович

## Известные люди, служившие в полку
- Болховитинов, Леонид Митрофанович — Генерального штаба генерал-лейтенант
- Великий князь Георгий Михайлович
- Князь Джамбакуриан-Орбелиани, Григорий Дмитриевич — генерал-адъютант, генерал от инфантерии, член Государственного Совета, Тифлисский генерал-губернатор, герой Кавказа.
- Куткашенский, Исмаил-бек — генерал-майор.
- Томилов, Пётр Андреевич — Генерального штаба генерал-лейтенант, помощник главноначальствующего войсками Северного Кавказа генерала Эрдели.
- князь Чавчавадзе, Александр Герсеванович — генерал-лейтенант.
- князь Чавчавадзе, Ясон Иванович — генерал, участник Кавказских походов и Крымской войны.